# بوبو مازيبوكو
بوبو مازيبوكو (بالإنجليزية: Bubu Mazibuko)‏، هي مُمثلة جنوب أفريقية.

## أعمالها
- جنة العصابات: القدس (2008.
- رجل على الأرض (2011).
- مانديلا: طريق طويل إلى الحرية (2013).

## وصلات خارجية
- بوبو مازيبوكو على موقع IMDb (الإنجليزية)